# Pápaszemes réce
A pápaszemes réce (Melanitta perspicillata) a madarak (Aves) osztályának lúdalakúak (Anseriformes) rendjébe, ezen belül a récefélék (Anatidae) családjába tartozó faj.

## Rendszerezése
A fajt Carl von Linné svéd természettudós írta le 1758-ban, az Anas nembe Anas perspicillata néven.

## Előfordulása
Költési időszakban Észak-Amerika északi partjainál fordul elő; télen eme kontinens délebbi partjaira vonul. A legnyugatabbi állományai, Nyugat-Alaszka déli öbleiben találhatók. 
Természetes élőhelyei a tűlevelű erdők, mocsarak és tengerpartok. Vonuló faj.

## Megjelenése
Testhossza 43–56 centiméter, szárnyfesztávolsága 76–92 centiméter, testtömege pedig 870–1000 gramm. A gácsér homlokán és a tarkóján fehér foltok láthatók; a többi tollazata feketés; a csőre élénk narancssárgás-rózsaszínes-fehéres. A tojó teljes egészében barna színű; csak a pofáján vannak fehéres részek és a feje teteje feketés; a csőre pedig szürke.

## Életmódja
Főként puhatestűekkel, rákfélékkel, férgekkel és tüskésbőrűekkel táplálkozik, nyáron inkább rovarokat, lárváikat és növényi anyagok fogyaszt.

## Természetvédelmi helyzete
Az elterjedési területe rendkívül nagy, egyedszáma viszont csökkenő, de még nem éri el a kritikus szintet. A Természetvédelmi Világszövetség Vörös listáján nem fenyegetett fajként szerepel.